# Almagro (Kasztília-La Mancha)
Almagro egy község Spanyolországban, Ciudad Real tartományban. Almagro Aldea del Rey, Argamasilla de Calatrava, Ballesteros de Calatrava, Bolaños de Calatrava, Carrión de Calatrava, Daimiel, Manzanares, Miguelturra, Moral de Calatrava, Pozuelo de Calatrava, Valenzuela de Calatrava, Torralba de Calatrava és Granátula de Calatrava községekkel határos. Lakosainak száma 9049 fő (2024).

## Népesség
A település népessége az elmúlt években az alábbi módon változott:
| Lakosok száma | 8323 | 8492 | 8490 | 8672 | 9083 | 9017 | 8967 | 8896 | 8896 | 9049 |
|               | 2001 | 2004 | 2006 | 2009 | 2011 | 2014 | 2016 | 2019 | 2021 | 2024 |